# Hélio Oiticica

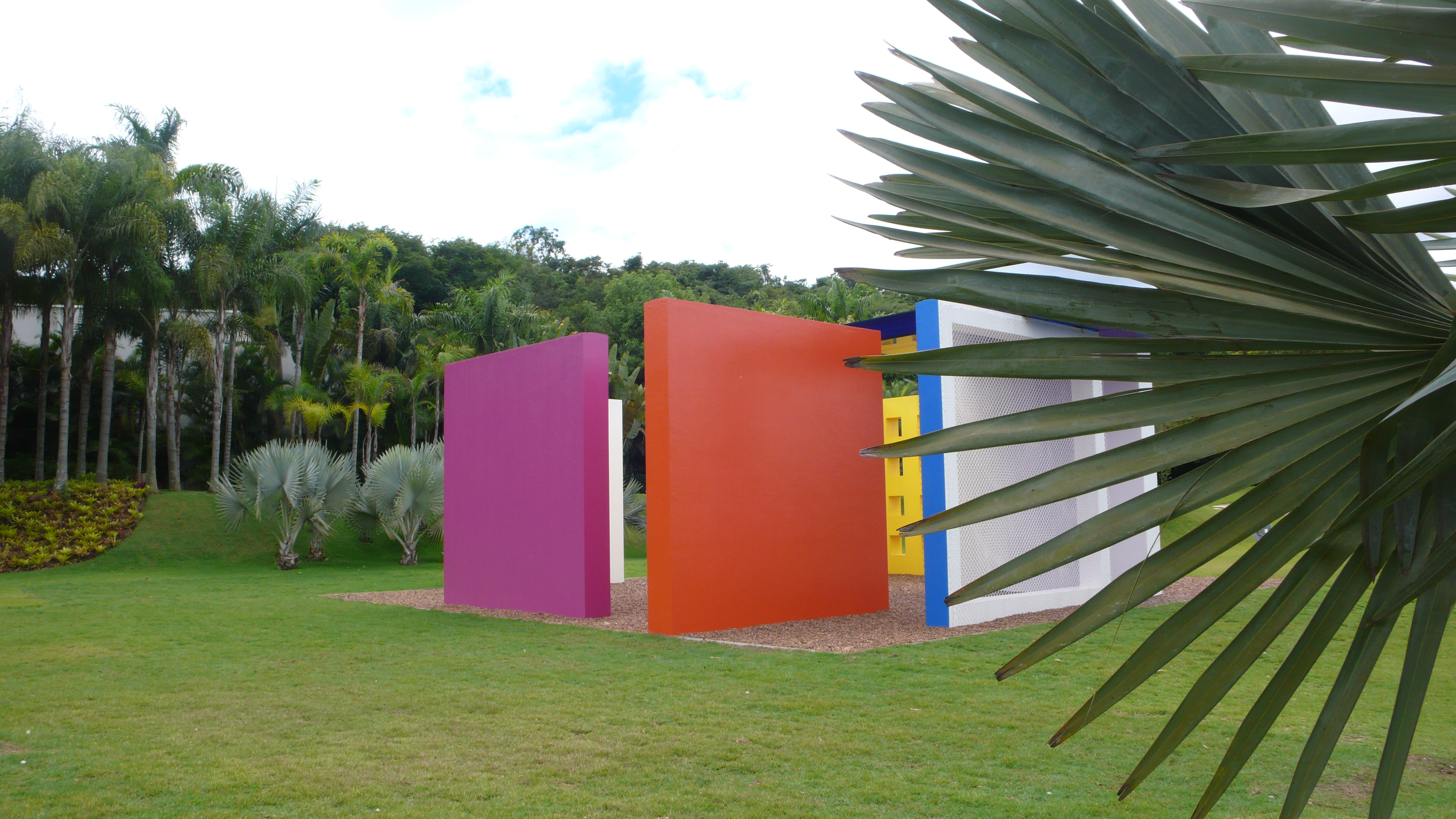
Penetrável Magic Square #5, De Luxe (1977), Beeldenpark van het Centro de Arte Contemporânea Inhotim, Brumadinho

Hélio Oiticica (Rio de Janeiro, 26 juli 1937 – aldaar, 22 maart 1980) was een Braziliaanse schilder, beeldhouwer, installatie- en performancekunstenaar.

## Leven en werk
Oiticica werd, evenals zijn beide broers, thuis opgeleid door de beide ouders. Dankzij een beurs in 1947 van de Guggenheim Foundation voor zijn vader, verbleef het gezin tot 1950 in Washington D.C., waar Oiticia musea en galeries bezocht. In 1953 vond in São Paulo de Biënnale van São Paulo plaats en hij nam kennis van het werk van kunstenaars als Paul Klee, Alexander Calder, Piet Mondriaan en Pablo Picasso. Het jaar daarop ging hij in de leer bij de schilder Ivan Serpa aan het Museu de Arte Moderna do Rio de Janeiro. Met Serpa en Franz Weissmann was hij lid van de constructivistische kunstenaarsgroepering Grupo Frento. Zijn geometrisch-abstracte werk stond onder invloed van de Europese stromingen Art Concret en De Stijl en de kunstenaars Mondriaan, Klee en Kazimir Malevitsj. In 1959 was hij met onder anderen Amílcar de Castro en Weissmann oprichter van een groepering voor "neo-concrete" kunst, de Grupo Neoconcreto, die bestond van 1959 tot 1961.
In 1965 nam Oiticica met onder anderen Josef Albers, Constantin Brâncuşi en Marcel Duchamp deel aan de expositie Soundings Two in de Signals Gallery in Londen. In 1969 had hij een solo-expositie in de Londense Whitechapel Art Gallery en was hij artist in residence aan de Sussex University in Brighton. Oiticica woonde van 1970 tot 1978, gedurende de militaire dictatuur in Brazilië, in New York. In 1970 was hij een van de deelnemers aan de expositie Information in het Museum of Modern Art in New York.
Hij keerde in 1978 weer terug naar Brazilië en overleed in 1980 in Rio de Janeiro aan een beroerte. In 2007 werd een grote overzichtstentoonstelling gewijd aan zijn werk in de Londense Tate Modern, die daarna ook was te zien in het Museum of Fine Arts in Houston.
In 2009 ging bij een grote brand negentig procent van de nalatenschap van de kunstenaar, ondergebracht bij zijn broer, de architect César Oiticica in Rio de Janeiro, verloren. De schade aan de onverzekerde werken werd geschat op US$ 200.000.000.